# Эйнсли (озеро)
Эйнсли  (англ. Lake Ainslie) — озеро на острове Кейп-Бретон в провинции Новая Шотландия (Канада).

## География
Расположено в графстве Инвернесс в западной части острова Кейп-Бретон является крупнейшим естественным пресноводным озером в Новой Шотландии. Озеро имеет треугольную форму, длина — около 20 км, максимальная ширина — 5 км.
Сток из северо-восточного угла озера по юго-западному рукаву реки Марджери (Саут-Уэст-Марджери) на северо-восток, далее по реке Марджери на север в залив Святого Лаврентия.

## История
Район озера был заселён иммигрантами из Шотландии в 20-е годы XIX столетия. Горцы, говорящие на гэльском языке прибывали из разных уголков Шотландии, в том числе и с островов Мук, Малл, Скай, Норт-Уист и Саут-Уист и расселялись вокруг всего озера.
Общины по обе стороны от озера традиционно разделены, так как первоначально католики селились на западной стороне озера, а протестанты — на восточной стороне.
Озеро названо в честь Джорджа Роберта Эйнсли, который был лейтенант-губернатором острова Кейп-Бретон с 1816 по 1820 год (в 1820 Кейп-Бретон стал частью Новой Шотландии).

## Природа
На берегах озера каждое лето гнездится более 50 лысых орлов.
В 1998 году речная система Марджери — озеро Эйнсли включена в Список охраняемых рек Канады.